# Душан Свилар (албум)
„Душан Свилар“ је први студијски албум српског поп певача Душана Свилара. Албум је снимљен у Гранд Студију, и издат за Гранд Продукцију после победе Душана Свилара у финалу такмичења Звезде Гранда 2007. одржаног 15. септембра 2007. године.

## Списак песама
На албуму се налазе следеће песме: